# Hawaii Egyetem (Nyugat-Oahu)
A Hawaii Egyetem – Nyugat-Oahu (angolul: University of Hawaiʻi – West Oʻahu, rövidítve: UHWO) állami támogatású egyetem Hawaii állam Kapolei városában. A UHWO 1976 januárjában nyílt meg. 2007-ben lett négy éves oktatást folytató egyetem.
Az ország leggyorsabban növekedő állami egyeteme, az egyik legváltozatosabb hallgatósággal rendelkező iskola az országban. Csak alapképzést végeznek az egyetemen, 2022-ben 2 913 diák kezdte meg tanulmányait itt. Az államban ezen az egyetemen van a legtöbb online képzés és arányosan itt van a legtöbb részidős tanuló. Mindezek mellett itt az egyik legalacsonyabb a tandíj az országban.

## Galéria
- Szivárvány a campus felett
- A fő campus
- A James & Abigail Campbell Könyvtár éjszaka
- Diákok az egyetemen